# Kristian Kohlmannslehner
Kristian Kohlmannslehner (né le 16 février 1978 à Darmstadt) est un producteur de musique allemand.

## Biographie
En 1999, il crée son propre studio et devient ingénieur du son et producteur pour des groupes de rock, de punk hardcore et de metal allemands et européens.
En tant que musicien, il forme un projet solo de metal progressif, Another Perfect Day. The Gothenburg Post Scriptum (2010) et l'EP Four Songs for the Left Behind (2012) sont produits par Supreme Chaos Records.

## Production (sélection)
| Année | Groupe                | Album                                | Participation                                                             |
| ----- | --------------------- | ------------------------------------ | ------------------------------------------------------------------------- |
| 1999  | Century               | The Secret Inside                    | Guitare, chœur                                                            |
| 2001  | Century               | Melancholia                          | Guitare, chœur                                                            |
| 2001  | Agathodaimon          | Chapter III                          | Chœur, enregistrement, production                                         |
| 2002  | Disillusion           | The Porter                           | Enregistrement                                                            |
| 2002  | Ad Inferna (de)       | L'empire des Sens                    | Mastering                                                                 |
| 2003  | Benighted             | Insane Cephalic Production           | Enregistrement, production, mixage audio                                  |
| 2003  | Under Siege           | After The Flood                      | Enregistrement, mixage audio                                              |
| 2004  | Crematory             | Revolution                           | Enregistrement, arrangements, production                                  |
| 2004  | Agathodaimon          | Serpent's Embrace                    | Enregistrement, production, mixage audio                                  |
| 2005  | Six Reasons to Kill   | Reborn                               | Enregistrement, production, mixage audio                                  |
| 2006  | A Traitor Like Judas  | Nightmare Inc.                       | Enregistrement, mixage audio                                              |
| 2006  | Benighted             | Identisick                           | Guitare acoustique, enregistrement, production, mixage audio              |
| 2006  | Today Forever         | The New Pathetic                     | Enregistrement, production, mixage audio                                  |
| 2006  | Asaru                 | Dead eyes still see                  | Enregistrement, mixage audio                                              |
| 2006  | Crematory             | Klagebilder                          | Enregistrement, arrangements, production, mixage audio                    |
| 2006  | Sinew                 | The Beauty Of Contrast               | Enregistrement, production, mixage audio                                  |
| 2007  | Benighted             | Icon                                 | Enregistrement, production, mixage audio                                  |
| 2007  | Abandoned             | Thrash You                           | Enregistrement, mixage audio                                              |
| 2007  | Sieges Even           | Paramount                            | Claviers, enregistrement, arrangements, production, mixage audio          |
| 2007  | The Blackout Argument | Decisions                            | Mixage audio                                                              |
| 2008  | The Burning           | Reawakening                          | Enregistrement, mixage audio                                              |
| 2008  | Flowing Tears         | Thy Kingdom Gone                     | Enregistrement, mixage audio                                              |
| 2008  | Six Reasons to Kill   | Another Horizon                      | Enregistrement, arrangements, production, mixage audio                    |
| 2008  | Crematory             | Pray                                 | Enregistrement, arrangements, production, mixage audio                    |
| 2008  | Outrage               | Contaminated                         | Enregistrement, arrangements, production, mixage audio                    |
| 2009  | Subsignal             | Beautiful & Monstrous                | Enregistrement, arrangements, production, mixage audio                    |
| 2009  | Powerwolf             | Bible of the Beast                   | Enregistrement                                                            |
| 2009  | Nova Art              | Follow Yourself                      | Enregistrement, mixage audio                                              |
| 2009  | Agathodaimon          | Phoenix                              | Enregistrement, production, mixage audio                                  |
| 2010  | Crematory             | Infinity                             | Enregistrement, arrangements, production, mixage audio                    |
| 2010  | Burden                | A Hole in the Shell                  | Enregistrement, mixage audio                                              |
| 2010  | Today Forever         | Relationshipwrecks                   | Enregistrement, production, mixage audio                                  |
| 2010  | My City Burning       | Lone Wolves                          | Enregistrement, mixage audio                                              |
| 2010  | Heljareyga            | Heljareyga                           | Enregistrement, production, mixage audio                                  |
| 2010  | Another Perfect Day   | The Gothenburg Post Scriptum         | Composition, guitare, chant, enregistrement, production, mixage audio     |
| 2010  | A Traitor Like Judas  | Endtimes                             | Enregistrement, production, mixage audio                                  |
| 2010  | Solar Fragment        | In Our Hands                         | Enregistrement, production, mixage audio                                  |
| 2011  | Heavenwood            | Abyss Masterpiece                    | Mixage audio                                                              |
| 2011  | Benighted             | Asylum Cave                          | Chœur, enregistrement, production, mixage audio                           |
| 2011  | Powerwolf             | Blood of the Saints                  | Enregistrement                                                            |
| 2011  | Subsignal             | Touchstones                          | Enregistrement, mixage audio                                              |
| 2011  | Asaru                 | From the chasms of oblivion          | Enregistrement, mixage audio                                              |
| 2011  | A Traitor Like Judas  | Lifetimes                            | Enregistrement, production, mixage audio                                  |
| 2011  | Six Reasons To Kill   | Architects of Perfection             | Enregistrement, production, mixage audio                                  |
| 2012  | All Will Know         | contact.                             | Enregistrement, production, mixage audio                                  |
| 2012  | I Smash the Panda     | Life Is Worth Living                 | Enregistrement, production, mixage audio                                  |
| 2012  | Ava Inferi            | tba                                  | Mixage audio                                                              |
| 2012  | The Prophecy 23       | Green Machine Laser Beam             | Enregistrement, mixage audio                                              |
| 2012  | I Spit Ashes          | Inhaling Blackness, Reflecting Light | Enregistrement, mixage audio                                              |
| 2012  | All for Nothing       | To Live and Die for                  | Enregistrement, mixage audio                                              |
| 2012  | Orphan Hate           | Attitude & Consequences              | Enregistrement, mixage audio                                              |
| 2012  | Another Perfect Day   | Four Songs for the Left Behind       | Composition, guitare, chant, enregistrement, production, mixage audio     |
| 2012  | Cytotoxin             | Radiophobia                          | Enregistrement, mixage audio                                              |
| 2013  | Six Reasons to Kill   | We are Ghosts                        | Chœur, enregistrement, arrangements, production, mixage audio             |
| 2013  | Beissert              | Darkness, Devil, Death               | Guitare basse, enregistrement, production, mixage audio                   |
| 2013  | DeadSystem            | As I Fade                            | Enregistrement, mixage, mastering                                         |
| 2013  | Powerwolf             | Preachers of the Night               | Enregistrement                                                            |
| 2013  | Thoughts Factory      | LOST                                 | Enregistrement, mixage audio                                              |
| 2013  | Agathodaimon          | In Darkness                          | Claviers, chœur, enregistrement, production, Arrangements, mixage audio   |
| 2013  | A Traitor Like Judas  | Guerilla Heart                       | Claviers, guitare, enregistrement, production, arrangements, mixage audio |
| 2013  | Powerwolf             | The Rock Hard Sacrament              | Mixage audio, mastering                                                   |
| 2013  | Eskimo Callboy        | We Are The Mess                      | Enregistrement, mastering                                                 |
| 2013  | Crematory             | Antiserum                            | Composition, enregistrement, mixage audio, production                     |
| 2014  | Benighted             | Carnivore Sublime                    | Enregistrement, mixage audio, production, mastering                       |
| 2014  | All for Nothing       | What Lies Within Us                  | Enregistrement, mixage audio, production, mastering                       |
| 2014  | Unherz                | Sturm und Drang                      | Composition, enregistrement, mixage audio, production, mastering          |
| 2014  | The Prophecy 23       | Untrue like a Boss                   | Enregistrement, mixage audio, production, mastering                       |
| 2014  | Hämatom               | X                                    | Composition, enregistrement, mixage audio, coproduction, mastering        |
| 2015  | Masters of Disguise   | The Savage and the Grace             | Enregistrement, mixage audio                                              |
| 2015  | Gloomball             | The Quiet Monster                    | Composition, enregistrement, mixage audio, production                     |